# Vendeuvre-sur-Barse
Vendeuvre-sur-Barse ist eine französische Gemeinde mit 2256 Einwohnern (Stand 1. Januar 2022) in der Region Grand Est im Département Aube.

## Geographie
Vendeuvre liegt am Rand des Pariser Beckens 30 km östlich von Troyes an der Quelle der Barse, einem kleinen rechten Nebenfluss der Seine. Die Ortschaft befindet sich im Südosten des von ausgedehntem Waldgebiet und zahlreichen Seen und Weihern geprägten Regionalen Naturpark Forêt d’Orient (frz.: Parc naturel régional de la forêt d’Orient). Die Gemeinde hat einen Bahnhof an der Bahnstrecke Paris–Mulhouse, welcher von TER Grand Ests und Intercités Zügen bedient wird.

## Geschichte
Der Name des Ortes ist bei nicht eindeutig geklärter Bedeutung wahrscheinlich gallischen Ursprungs. Er ist bereits durch Münzen aus merowingischer Zeit belegt. Im Jahr 865 nahm Papst Nikolaus I. den Ort Vendopera im Königreich Karls des Kahlen unter seine Protektion. Das Lehen unterstand den Herren von Troyes.
Zu Beginn des 12. Jahrhunderts wurde ein Rocelin de Vendeuvre Berater der Grafen von Champagne
Hilduin de Vendeuvre wurde zu Beginn des 13. Jahrhunderts Dekan und später Bischof von Langres.
Durch Miles X. de Noyers, Marschall von Frankreich, wurde die geteilte Herrschaft im 14. Jahrhundert wieder vereinigt. Gegen Ende des 15. Jahrhunderts wurde sie dann von Charles II. d’Amboise erworben, nachdem sie zuvor über Isabel de Noyers an Dreu de Mello überging. Über Charles Nichte Antoinette d’Amboise ging der Ort dann an ihren ersten Ehemann, den Herrn von Barbezieux, Seneschall von Guyenne und Admiral von Frankreich Antoine de La Rochefoucauld und später ihren gemeinsamen Sohn Charles, der zum Generalleutnant der Regierung der Champagne bestellt wurde. Im 17. Jahrhundert ging die Herrschaft dann über die Erben Henris de Luxembourg an den Premierpräsidenten des Parlaments der Provence Jean de Mesgrigny, um dann im 18. Jahrhundert an Gabriel Pavée verkauft zu werden, dessen Nachkommen Pavée de Vendeuvre und Bourlon de Sarty bis heute Eigentümer des Schlosses sind.
Im Oktober 1848 nahm die Gemeinde ihren heutigen Namen an. Im 19. und 20. Jahrhundert befand sich in Vendeuvre eine bedeutende, durch den Pariser Bildhauer Léon Moynet begründete Fabrikation von Heiligenfiguren.

### Bevölkerungsentwicklung
Bei einer durchweg positiven Geburtenbilanz konnte die Entwicklung der Einwohnerzahl der Gemeinde vor allem zu Beginn der 1970er Jahre von einem starken Zuzug profitieren. Seit Beginn der 1980er Jahre verzeichnet der Ort durch eine den Geburtenüberschuss übersteigende Abwanderung einen Bevölkerungsrückgang.
| Jahr                       | 1962 | 1968 | 1975 | 1982 | 1990 | 1999 | 2007 | 2016 |
| Einwohner                  | 1839 | 1821 | 2613 | 2940 | 2793 | 2623 | 2383 | 2334 |
| Quellen: Cassini und INSEE |      |      |      |      |      |      |      |      |

## Sehenswürdigkeiten
Das Schloss von Vendeuvre ist als Monument historique klassifiziert der bedeutendste Profanbau der Gemeinde. Sein ältester Teil, der Turm, stammt aus dem 12. Jahrhundert. Das heutige Haupthaus entstand im 16. und 17. Jahrhundert, ebenso der verzierte Treppenaufgang aus Tuffstein. Sehenswert sind das Taubenhaus und die Orangerie.
Ebenfalls als Monument historique geschützt ist die Kirche Saint-Pierre aus dem 16. Jahrhundert. Die Kirche der Ortschaft Valsuzenay entstand im 12. Jahrhundert und wurde 1922 restauriert.

## Persönlichkeiten
- Nicolas Bourbon der Ältere (* 1503 in Vendeuvre-sur-Barse; † 1550 in Candé) war ein neulateinischer Dichter.
- Nicolas Bourbon der Jüngere (* 1574 in Vendeuvre-sur-Barse; † 6. August 1644 in Paris) war ein Oratorianer, Gräzist, neulateinischer Schriftsteller, Literat und Mitglied der Académie française.
- Der französische UMP-Politiker Pierre Micaux wurde 1930 in Vendeuvre-sur-Barse geboren. Von 1965 bis 1995 war er Bürgermeister der Gemeinde.